# Lady Pank – Polski Rock
Lady Pank – Polski Rock – album kompilacyjny zespołu Lady Pank wydany w 2010 roku jako dodatek do Gazety Wyborczej. Album rozpoczął serię „Polski Rock”, na którą złożyły się kompilacje jeszcze czterech zespołów: Perfect, Dżem, Oddział Zamknięty oraz Kora i Maanam.

## Lista utworów
1. „Mniej niż zero” (muz. J. Borysewicz i sł. A. Mogielnicki)
2. „Kryzysowa narzeczona” (muz. J. Borysewicz sł. A. Mogielnicki)
3. „Tańcz głupia tańcz” (muz. J. Borysewicz sł. A. Mogielnicki)
4. „Zamki na piasku” (muz. J. Borysewicz sł. A. Mogielnicki)
5. „Zawsze tam, gdzie ty” (muz. J. Borysewicz; sł. J. Skubikowski)
6. „Vademecum skauta” (muz. J. Borysewicz; sł. A. Mogielnicki)
7. „Minus 10 w Rio” (muz. J. Borysewicz; sł. A. Mogielnicki)
8. „Moje Kilimandżaro” (muz. J. Borysewicz; sł. A. Mogielnicki)
9. „Wciąż bardziej obcy” (muz. J. Borysewicz; sł. A. Mogielnicki)
10. „Zostawcie Titanica” (muz. J. Borysewicz; sł. G. Ciechowski)

## Twórcy
- Jan Borysewicz – gitara (1-10) śpiew (7, 9)
- Janusz Panasewicz – śpiew (1-8, 10)
- Edmund Stasiak – gitara (1-4, 6-10)
- Paweł Mścisławski – gitara basowa (1, 2, 4, 6, 8-10)
- Jarosław Szlagowski – perkusja (1, 2 4-6, 8, 9)
- Piotr Urbanek – gitara basowa (5)
- Paweł Mielczarek – gitara basowa (3, 7)
- Andrzej Polak – perkusja (3, 7)